# Super Nintendo Entertainment System Game Pak
El Super Nintendo Entertainment System Game Pak es un cartucho de uso exclusivo en la Super Nintendo. Se llama Game Pak en la mayoría de las regiones occidentales, y Cassette (カセット Kasetto?) en Japón y en América Latina. La Super Nintendo puede almacenar hasta 128 Megabits (16 megabytes),  solo 117,75  megabits están  disponibles para el uso en los cartuchos. Un mapeo bastante normal puede abordar fácilmente hasta el 95 Megabit de datos (63 Megabits a velocidad FastROM) con 8 Megabits de RAM guardados en una batería. Sin embargo, la mayoría de los controladores de acceso a memoria disponibles solo admiten asignaciones de hasta 32 Megabits. juegos más grandes  como Tales of Phantasia y Star Ocean contienen hasta 48 Megabits de datos ROM, mientras que los juegos mas pequeños contienen 2 Megabits.
Los cartuchos también pueden contener una memoria SRAM respaldada por una batería para almacenar la partida guardada, memoria adicional WRAM, coprocesadores como el chip super FX o cualquier otro hardware que no exceda el voltaje máximo de la consola.

## Chips de mejora
Como parte de la planificación del Super NES, en lugar de incluir una CPU de alto rendimiento que se volvería obsoleta en pocos años, los diseñadores de hardware facilitaron una interfaz de pines extra en los cartuchos para incluir coprocesadores especiales con la consola (como los chips MMC utilizados para la mayoría de los juegos de NES). Esto se caracteriza más comúnmente por 16 pines adicionales en el borde de la PCB del cartucho. 
el coprocesador mas famoso es el chip Super FX es una CPU RISC diseñada para realizar cálculos  de aritméticos y gemoetria  que la CPU principal no podría realizar de manera veloz. El chip se utilizó principalmente para crear gráficos en 3D hechos con polígonos, mapeo de texturas y sombreado de fuentes de luz. El chip también se usó para mejorar efectos como escalado y rotación de sprites en juegos 2D el  mas destacable fue yoshi island. 
El chip Digital signal processor (procesador de señal digital) (DSP) Nintendo permitió realizar cálculos  basados en vectores, conversiones de mapas de bits, transformaciones de coordenadas 2D y 3D y otras funciones mas rápidas.  Existen cuatro revisiones del chip, todas son idéntica en apariencia pero con diferente microcódigo . La versión DSP-1, incluidos modelos posteriores con corrección de errores 1A y 1B son los más populares; los DSP-2, DSP-3 y DSP-4 solo aparecen en un juego cada una. 
la CPU 5A22 en la consola, el chip SA-1 contiene un procesador 65c816 con una frecuencia de 10 MHz, un mapeador de memoria, DMA, circuitos de descompresión y conversión de planos de bits, varios temporizadores programables y funcionalidad del chip CIC. 
En Japón, algunos juegos se podían intercambiar pagando una tarifa en los quioscos Nintendo Power que eran unos cartuchos que contenían memoria flash y un chip MegaChips MX15001TFC. que gestiona la comunicación en los kioscos para grabar una ROM en la memoria flash, y proporcionaba un menú inicial para seleccionar cuáles de los juegos descargados se jugarían. Algunos juegos estaban disponibles tanto en formato de cartucho como de descarga, mientras que otros solo estaban disponibles para descarga. El servicio se interrumpió el 8 de febrero de 2007. 
Muchos cartuchos contienen mejoras propietarias, la mayoría fueron diseñados por las compañías  y ser usados en unos pocos juegos de esa empresa;  las únicas limitaciones son la velocidad de la propia Super NES para transferir datos desde el chip y el límite actual de la consola.

## Cambio de diseño
los cartuchos de la region NTSC,  los cartuchos incluían una ranura de  bloqueo que solo solo estuvo en los primeras consolas . Después se eliminó el mecanismo de bloqueo, los cartuchos se rediseñaron para evitar los mecanismos de bloqueo de las consolas más antiguas. Los cartuchos con el diseño más nuevo comenzaron a aparecer en 1993. Dependiendo de la fecha de producción, algunos juegos incluyeron con ambos estilos de cartuchos. Super Mario All-Stars y la mayoría de los lanzamientos posteriores en EE. UU. y Canadá solo se realizaron en el cartucho de diseño más nuevo.